# Departamento de Extranjería y Policía Internacional
Los Departamentos de Migraciones y Policía Internacional son los organismos de la Policía de Investigaciones de Chile (PDI) encargados de efectuar el control de ingreso, egreso y reingreso de personas a Chile y de fiscalizar la permanencia de los extranjeros en el país. Depende de la Jefatura Nacional de Migraciones y Policía Internacional (JENAMIG) de la PDI.
Encargada del control migratorio, es una de las tres unidades que operan en las fronteras chilenas, además del Servicio Nacional de Aduanas, que realiza el control aduanero y el Servicio Agrícola y Ganadero, que realiza el control fitozoosanitario.

## Cuarteles
- Prefectura de Extranjería y Policía Internacional Arica y Parinacota
- Departamento de Extranjería y Policía Internacional Iquique
- Departamento de Extranjería y Policía Internacional Antofagasta
- Sección de Extranjería y Policía Internacional Calama
- Sección de Extranjería y Policía Internacional Tocopilla
- Departamento de Extranjería y Policiía Internacional de Copiapó
- Departamento de Extranjería y Policía Internacional de Chañaral
- Sección Extranjería y Policía Internacional de Illapel
- Departamento de Extranjería y Policía Internacional Valparaíso
- Departamento de Extranjería y Policía Internacional de Los Andes
- Departamento de Extranjería y Policía Internacional San Antonio
- Jefatura Nacional de Extranjería y Policía Internacional (Santiago)
  - Departamento de Extranjería
  - Departamento de Policía Internacional
  - Prefectura Policía Internacional Aeropuerto
    - Departamento de Extranjería y Policía Internacional Aeropuerto (POLINT AEROPUERTO)
    - Departamento de Inspección Secundaria Aeropuerto (DEINSA)
- Departamento de Extranjería y Policía Internacional Rancagua
- Sección Extranjería y Policía Internacional San Fernando
- Departamento de Extranjería y Policía Internacional Talca
- Sección de Extranjería y Policía Internacional Constitución
- Departamento de Extranjería y Policía Internacional Curicó
- Sección Extranjería y Policía Internacional Cauquenes
- Departamento de Extranjería y Policía Internacional Linares
- Departamento de Extranjería y Policía Internacional Concepción
- Departamento de Extranjería y Policía Internacional Talcahuano
- Departamento de Extranjería y Policía Internacional Los Ángeles
- Departamento de Extranjería y Policía Internacional Chillán
- Departamento de Extranjería y Policía Internacional Temuco
- Departamento de Extranjería y Policía Internacional de Valdivia
- Departamento de Extranjería y Policía Internacional de Puerto Montt
- Sección Extranjería y Policía Internacional de Osorno
- Departamento de Extranjería y Policía Internacional de Coyhaique
- Departamento de Extranjería y Policía Internacional de Punta Arenas
- Departamento de Extranjería y Policía Internacional de Puerto Natales